# Andorrai labdarúgó-szövetség
Az andorrai labdarúgó-szövetség (katalánul: Federació Andorrana de Futbol, rövidítve FAF) Andorra nemzeti labdarúgó-szövetsége. 1994-ben alapították. A szövetség szervezi az andorrai labdarúgó-bajnokságot, valamint az andorrai kupát. Működteti az andorrai labdarúgó-válogatottat, valamint az andorrai női labdarúgó-válogatottat. Székhelye Escaldes-Engordanyban található.